# TT294
La tombe thébaine TT 294 est située à El-Khokha, dans la nécropole thébaine, sur la rive ouest du Nil, face à Louxor en Égypte.
C'est la tombe d'un dénommé Amenhotep (usurpé par Roma). La tombe date du règne d'Amenhotep III (XVIIIe dynastie).